# Glasgow Western LHC
Glasgow Western Ladies Hockey Club is een Schotse hockeyclub uit Glasgow.
Glasgow Western werd in 1903 opgericht en is een succesvolle dameshockeyclub. De dames hebben zowel indoor als op het veld op nationaal niveau alles gewonnen. Daarnaast is Glasgow Western van alle Schotse damesteams verreweg het vaakst actief geweest op Europees niveau. Zeven keer stond de club in de finale van een Europacup I-toernooi, maar steeds werd er verloren.
De club speelt op het hoogste Schotse niveau en organiseerde op eigen terrein in 2000 de Europacup I.